# Exning
Exning è un comune del Suffolk, Inghilterra. Si trova sulla strada statale A14, circa a 12 miglia a nord-est di Cambridge e a 10 miglia circa da Ely. La città più vicina è Newmarket.
Si ritiene che Exning abbia dato I natali a Sant'Eteldreda, alla quale è dedicata la Cattedrale di Ely. Si ritiene anche che sia stata la capitale della tribù degli Iceni e quindi sede della regina Budicca.
L'edificio più significativo di Exning è la chiesa di San Martino.
Durante la seconda guerra mondiale ospitò il quartier generale del comando del 3º Gruppo di bombardieri della RAF.